# Líderes eternos da Coreia do Norte
Líderes eternos da Coreia do Norte (em coreano: 주체조선의 영원한 수령; hanja: 主體朝鮮의 永遠한 首領) refere-se à prática de conceder títulos póstumos a líderes falecidos da Coreia do Norte. A frase "Líderes eternos da Coreia Juche" foi estabelecida por uma linha no preâmbulo da Constituição, com uma emenda que lhe foi dada em 30 de junho de 2016 e nas revisões subsequentes.
Como previsto na versão original:

Sob a liderança do Partido dos Trabalhadores da Coreia, a República Popular Democrática da Coreia e o povo coreano defenderão os grandes camaradas Kim Il Sung e Kim Jong Il como líderes eternos da Coreia Juche...

## História do título

### Presidência da Coreia do Norte antes de 1994
O cargo de Presidente da República Popular Democrática da Coreia foi estabelecido na Constituição da Coreia do Norte em 1972. Até então, Kim Il-sung ocupava os cargos de Primeiro-ministro da Coreia do Norte e Secretário-geral do Partido dos Trabalhadores da Coreia.
Em 1972 a Presidência foi estabelecida e Kim Il-sung foi eleito para o cargo pela Assembleia Popular Suprema, a legislatura norte-coreana, em 28 de dezembro de 1972. Kim ocupou o cargo de Presidente até 1994, quando morreu, e o cargo ficou vago. Seu filho e sucessor Kim Jong-il não recebeu o título.

### "Presidente Eterno"
A constituição revisada em 1998 aboliu a presidência e declarou Kim Il-sung "Presidente Eterno". O preâmbulo da Constituição da República Popular Democrática da Coreia, emendada em 5 de setembro de 1998, diz:

Sob a liderança do Partido dos Trabalhadores da Coreia, a República Popular Democrática da Coreia e o povo coreano apoiará o grande líder Camarada Kim Il-sung como o Presidente Eterno da República...
O Presidente era o chefe de Estado de jure da Coreia do Norte, mas cujos poderes eram exercidos pelo "líder sagrado" da ideologia estatal do país chamada Juche. Segundo Ashley J. Tellis e Michael Wills, essa alteração ao preâmbulo era uma indicação da característica norte-coreana única de ser um Estado teocrático baseado no culto à personalidade em torno de Kim Il-sung.
A Constituição de 2012 mais uma vez referiu-se a Kim Il-sung como o "Presidente Eterno da República Popular Democrática da Coreia".

### "Secretário-Geral Eterno/Presidente Eterno"
Após a morte de Kim Jong-il, a constituição foi alterada em 2012, declarando-o Secretário-Geral Eterno do Partido dos Trabalhadores da Coreia e Presidente Eterno da Comissão de Defesa Nacional. O título de líder do partido foi alterado para "Primeiro-Secretário".
Em 2016, o título "Líderes eternos da Coreia Juche" foi introduzido alterando o preâmbulo da constituição. O título foi dado a Kim Il-sung e Kim Jong-il.